# Flugplatz Apolo

i7
i11
i13
Der Flugplatz Apolo (Aeropuerto de Apolo; IATA-Code: APB, ICAO-Code: SLAP) ist der Flugplatz der Stadt Apolo im Tiefland des Departamentos La Paz in Bolivien.
Der Flugplatz war jahrelang nicht funktionsfähig, da die Abfertigungsgebäude nie fertiggestellt wurden. Die Fertigstellung des Flugplatzes zwischen 2015 und 2017 kostete 44,3 Mio. Bolivianos. Dabei wurden eine neue Start- und Landebahn mit einer Länge von 1500 m und das Abfertigungsgebäude gebaut. Am 31. Juli 2018 wurde der Flugplatz offiziell eingeweiht.
Es ist geplant, Flüge von und nach La Paz / El Alto anzubieten und damit die regionale Wirtschaft sowie den Tourismus zu fördern. Insbesondere die Nähe zum Nationalpark Madidi wird als Chance gesehen.
Die Flugplatzkontrolle ist auf der Frequenz 118,900 MHz zu erreichen. Am Flugplatz befindet sich ein Ungerichtetes Funkfeuer (Anflug-NDB) mit der Kennung APB und der Frequenz 240 kHz.

## Zwischenfälle
- Am 12. Dezember 1979 verunglückte eine Martin 4-0-4 der bolivianischen CAMBA (Luftfahrzeugkennzeichen CP-1440) in der Nähe des Startflugplatzes Apolo. Auf dem angeblichen Frachtflug befanden sich 11 Personen, von denen 10 getötet wurden. Das Flugzeug wurde zerstört.[7]